# گریسن (کنتاکی)
گریسن (به انگلیسی: Grayson) شهری در ایالت کنتاکی کشور ایالات متحده آمریکا است که جمعیت آن در سرشماری سال ۲۰۱۰ میلادی، ۴٬۲۱۷ نفر بوده‌است.